# Chang Cheng 1
Chang Cheng 1 (Gran Muralla 1) fue un proyecto de transbordador espacial chino de dos etapas. Habría despegado verticalmente y aterrizado horizontalmente a su regreso. El diseño fue creado conjuntamente por la Oficina 805 de Astronáutica de Shanghái y el Instituto 604 del Ministerio del Aire en 1988.
El diseño inicial contemplaba el uso de tres cohetes desechables de combustible líquido (LOX/queroseno) que impulsarían el transbordador a gran altura, desde donde se pondría en órbita usando sus propios motores. El primer vuelo se habría llevado a cabo en 2008.
El transbordador habría tenido una envergadura de 17 metros, una longitud de 24 m y un fuselaje con un diámetro de 4,5 m (tendría 2/3 del tamaño de los transbordadores espaciales estadounidenses). Habría podido llevar 6 toneladas a órbita, con una tripulación de dos.
El proyecto nació en una época (hacia 1985) de gran actividad espacial en todo el mundo. Los dirigentes chinos impulsaron nuevos proyectos para no quedarse rezagados, y Ren Xin Min, el líder de la cohetería china del momento, estaba convencido de la necesidad de disponer de una estación espacial propia. Chang Cheng 1 nació de la necesidad de dar servicio a la hipotética estación espacial.
Hacia 1993 el proyecto fue cancelado debido a consideraciones políticas (los líderes políticos deseaban un sistema tripulado capaz de alcanzar órbita cuanto antes) y técnicas (China no tenía la experiencia tecnológica necesaria para construir un transbordador a corto plazo).

## Especificaciones
- Carga útil: 6000 kg a LEO (500 km de altura, 52 grados de inclinación orbital).
- Empuje en despegue: 2400 kN
- Masa total: 330.000 kg
- Diámetro del cuerpo principal: 12 m
- Longitud total: 85 m